# Bagassa
Bagassa je monotipski rod drveća od četrdesetak vrsta iz porodice dudovki raširen po tropskoj Južnoj Americi (sve tri Gvajane i Brazil).

## Sinonimi
- Laurea Gaudich.
- Bagassa sagotiana Burch. ex Benth. & Hook.f.
- Bagassa tiliifolia (Desf.) Benoist
- Laurea tiliifolia <small>Gaudich.
- Piper tiliifolium Desv.